# Shiyakusho
Shiyakusho (死役所) é uma série de mangá japonesa escrita e ilustrada por Kishi Azumi. Foi serializada na revista de mangá seinen de Shinchosha, Monthly Comic Bunch (originalmente intitulada Monthly Comic @Bunch até 2018) desde setembro de 2013. Uma adaptação de drama de televisão exibida na TV Tokyo de outubro a dezembro de 2019, e uma adaptação original de animação em rede (ONA) por Typhoon Graphics foi lançada no YouTube em fevereiro de 2022.

## Personagens
Masamichi Shimura
Voz de: Takehito Koyasu 
Retratado por: Masahiro Matsuoka
Ishima
Voz de: Binbin Takaoka 
Rin Onoda
Voz de: Makoto Koichi 

### Mangá
Escrito e ilustrado por by Kishi Azumi, Shiyakusho começou na revista de mangá seinen de Shinchosha Monthly Comic @Bunch [ja] em 21 de setembro de 2013. Monthly Comic @Bunch mudou seu nome para Monthly Comic Bunch a partir de 21 de abril de 2018. Shinchosha reuniu seus capítulos em volumes tankōbon individuais. O primeiro volume foi lançado em 9 de abril de 2014. Em maio de 2023, 23 volumes foram lançados.

### Drama
Uma adaptação de drama televisivo de dez episódios foi transmitida pela TV Tokyo de 17 de outubro a 19 de dezembro de 2019. 

### Animação original
Uma animação original (ONA) de 11 minutos, animada pela Typhoon Graphics em cooperação com a Frontier Works, foi postada no YouTube em 9 de fevereiro de 2022.

## Recepção
Em fevereiro de 2022, o mangá tinha mais de 4,5 milhões de cópias em circulação.